# Vrångetjärnen (Hålanda socken, Västergötland)
Vrångetjärnen är en sjö i Ale kommun i Västergötland och ingår i Göta älvs huvudavrinningsområde. Sjön ligger i vildmarksområdet Risveden.